# Эбботт и Костелло в Голливуде
«Эбботт и Костелло в Голливуде» (англ. Abbott and Costello in Hollywood) — фильм режиссёра С. Силвэна Саймона.

## Сюжет
Фильм из серии приключений двух комедийных актёров Бада Эбботта и Лу Костелло. В этом фильме два парикмахера-растяпы становятся агентами талантливого, но неумелого певца. Для того чтобы получить выгодное для него предложение, они инсценируют фальшивое убийство.

## В ролях
- Бад Эбботт — Базз
- Лу Костелло — Эберкромби
- Фрэнсис Рафферти — Клэр Уоррен
- Боб Хеймс — Джефф Паркер
- Джин Портер — Рут
- Уорнер Андерсон — Норман Ройс
- Майк Мазурки — Клондайк Пит
- Хэнк Уорден — Джо (в титрах не указан)

В этом фильме действие происходит в Голливуде, и поэтому в ленте принимают участие много известных актёров 1940-х годов, играющих самих себя. Например: Рагз Рэгланд, Люсиль Болл, Престон Фостер, Джеки Дженкинс, Роберт Леонард, Шэрон МакМанус, Дин Стокуэлл.

## Слоган
«Your favorite SCREEN TEAM is on the SCREAM BEAM!»